# Galena (Illinois)
Galena ist die größte Stadt im Jo Daviess County im Norden des US-amerikanischen Bundesstaates Illinois und Verwaltungssitz des Countys. Das U.S. Census Bureau hat bei der Volkszählung 2020 eine Einwohnerzahl von 3.308 ermittelt. Die Stadt ist wegen ihrer Geschichte und ihrer historischen Architektur als Touristenziel bekannt. Daneben gibt es Golf- und Ski-Resorts. Galena war für einige Jahre der Wohnort des Bürgerkriegsgenerals und späteren Präsidenten Ulysses S. Grant, sowie weiterer Persönlichkeiten aus Politik und Showgeschäft.

## Geschichte

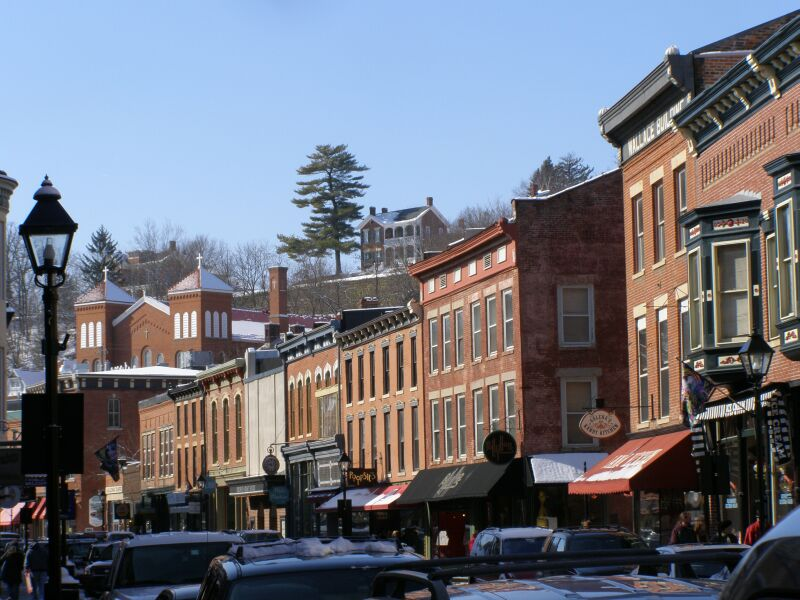
Main Street

Galena hat eine reiche Geschichte, die an der Architektur der Stadt sichtbar wird. Die ersten bekannten Bewohner des Gebietes waren die Indianerstämme der Sauk und Fox. Im späten 17. Jahrhundert begann die französische Besiedlung des Gebietes, am Beginn des 19. Jahrhunderts kamen amerikanische Siedler in das Gebiet, die 1823 die Stadt gründeten. Bis Mitte des 19. Jahrhunderts stieg die Bevölkerungszahl durch die Förderung von Bleierz auf über 14.000, sank aber durch die Nachfrage kontinuierlich bis auf heute rund 3.396 Einwohner.

### Die Förderung von Bleierz
Die Stadt ist nach der englischen Bezeichnung Galena für das Mineral Galenit (Bleiglanz) benannt. Galenit (chemisch Blei(II)-sulfid) ist das wichtigste Erz zur Gewinnung von Blei. Bereits von den Indianern wurde das Erz abgebaut, um Farben für die Körperbemalung zu gewinnen. In den 90er Jahren des 16. Jahrhunderts erkundeten französische Pelztierjäger das Gebiet und auch der bergmännische Abbau des Galenits begann in dieser Zeit.
1816 wurde durch George Davenport, einem aus der Armee ausgeschiedenen Oberst, erstmals Erz über den Mississippi verschifft. Drei Jahre später wurde ein Handelsposten eingerichtet und 1824 legte das erste Dampfschiff in Galena an. Während dieser Zeit konzentrierten sich 80 % der gesamten Bleigewinnung der USA im Jo Daviess County.

### Die 1980er Jahre
Bis in die späten 1980er Jahre behielt Galena den Charakter einer landwirtschaftlich geprägten Kleinstadt bei. 1990 kam zur örtlichen Kleinindustrie die zweite Käsefabrik der Firma Kraft, die Gießereien Lefco Foundry und Westwick´s Foundry sowie die Firma Microswitch Inc. hinzu.
Vom damaligen Bürgermeister Frank Einsweiler wurde der örtliche Tourismus vorangetrieben. Dies bedeutete auch, dass alteingesessene Unternehmen ihre Geschäftsräume in der Innenstadt schlossen und sich am Rande der Stadt neu ansiedelten.

## Kultur

### Tourismus

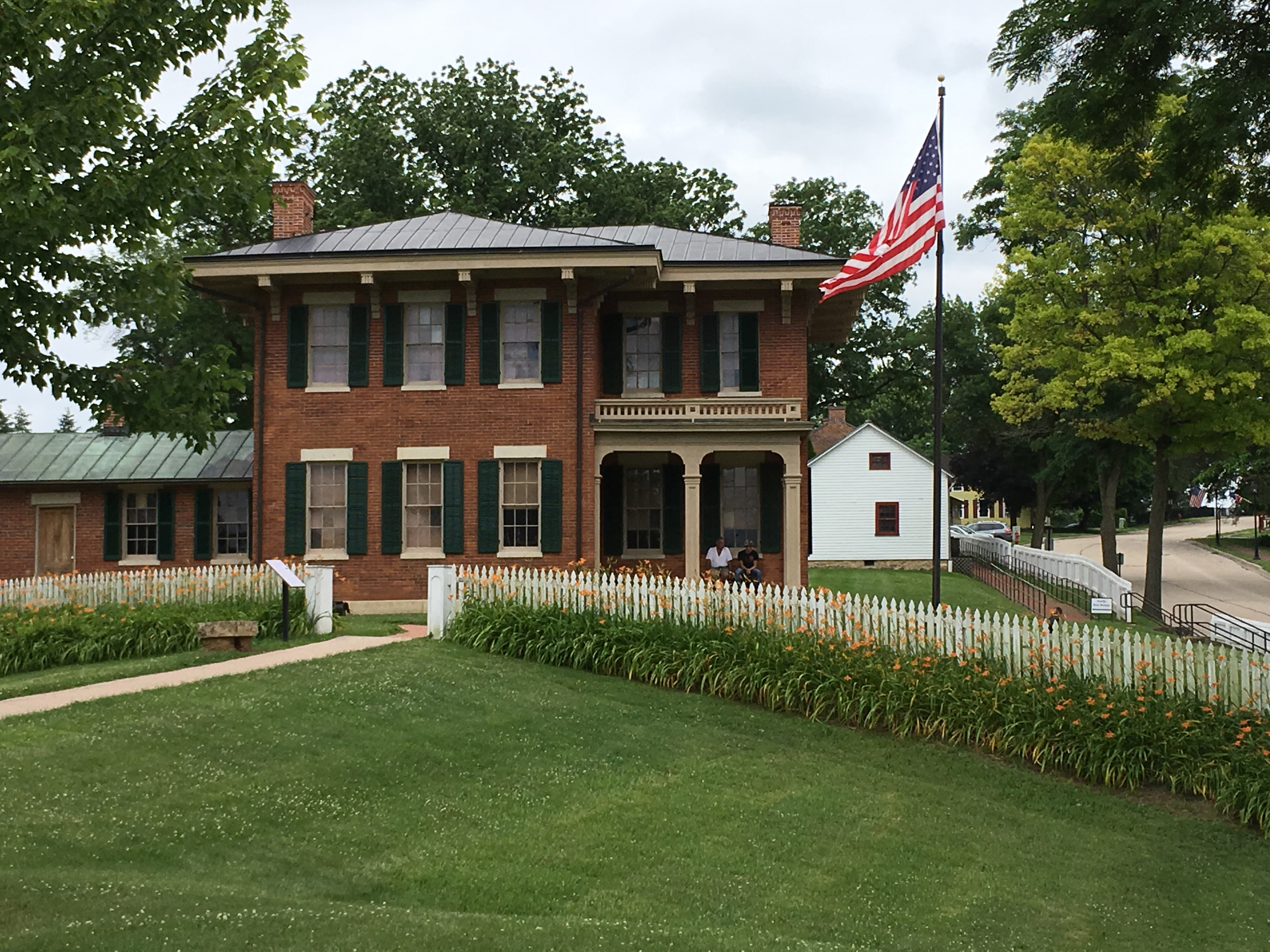
Ulysses S. Grant Home (2017)

Galena ist ein stark frequentiertes Touristenziel mit mehr als 1 Million Besuchern pro Jahr. Besonders von den Einwohnern Chicagos ist die Stadt sehr geschätzt. Viele von ihnen haben mittlerweile eine Zweitwohnung in der Umgebung von Galena.

### Stadtbild
85 % der Bausubstanz Galenas befinden sich im Galena Historic District, welches in das National Register of Historic Places aufgenommen wurde und stark zur Popularität Galenas beiträgt. Das Old Market House (erbaut 1845) ist ein Museum der Geschichte des Gebietes. In der Main Street im Zentrum von Galena gibt es eine Reihe von Fachgeschäften und Restaurants. Die nach dem Erzengel Michael benannte Saint Michael's Church wurde von Pater Samuel Mazzuchelli gegründet, einem Priester der ersten amerikanischen Einwanderer. Das älteste noch heute in Betrieb befindliche Hotel, das Desoto House Hotel wurde 1855 eröffnet.
Sieben Bauwerke und Stätten in Galena sind insgesamt im National Register of Historic Places (NRHP) eingetragen (Stand 21. September 2018).

## Menschen

### Persönlichkeiten aus der Zeit des Amerikanischen Bürgerkrieges

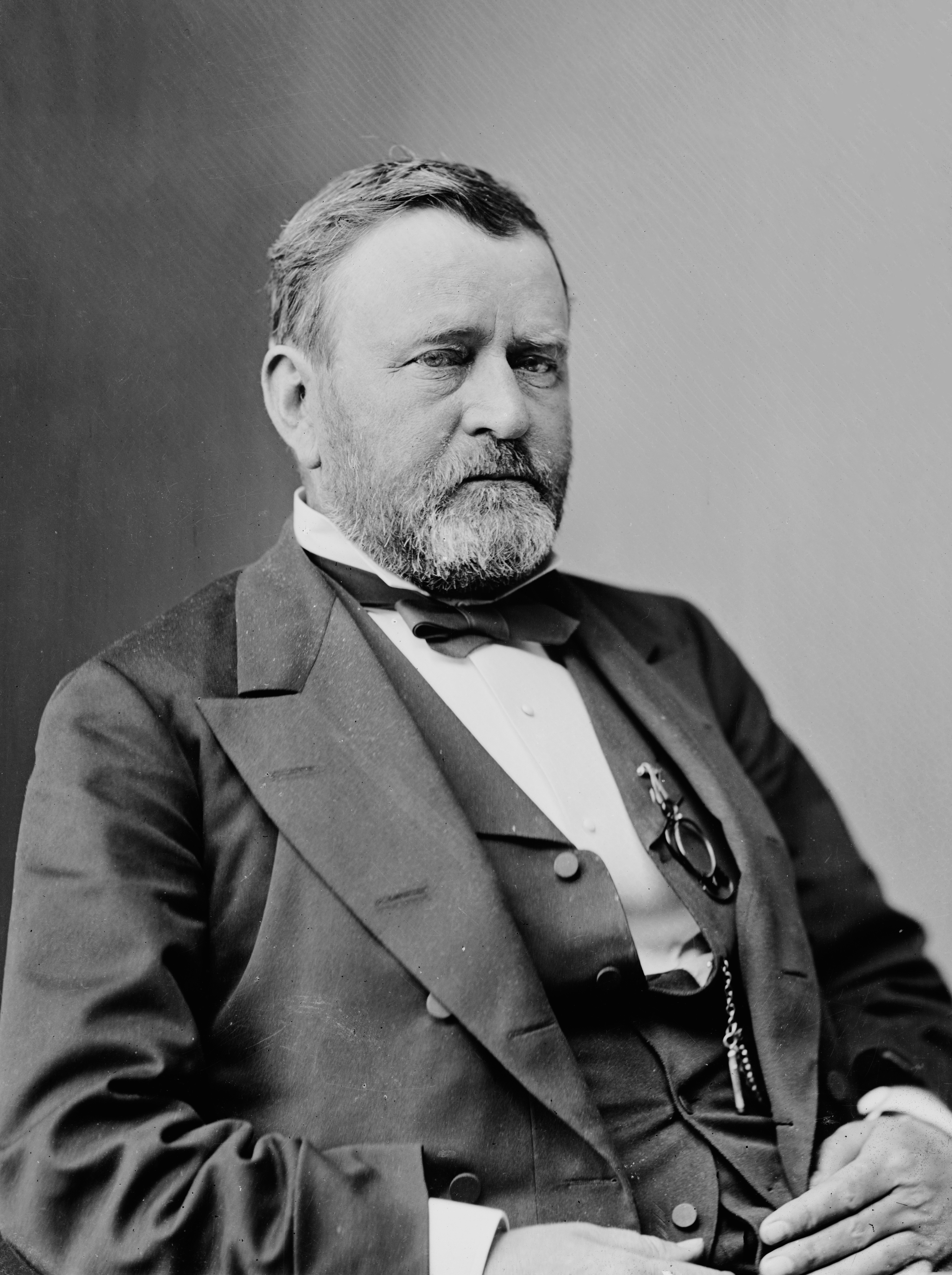
Ulysses S. Grant um 1870

- Der spätere Präsident der USA, Ulysses S. Grant (1822–1885), lebte einige Jahre in Galena. Als er 1860/1861 im Lederwarengeschäft seines Vaters arbeitete, wohnte er in einem gemieteten Haus.[8] Nach dem Sieg der Union im Bürgerkrieg kehrte Grant am 18. August 1865 nach Galena zurück und wurde dort als Held gefeiert. Ihm wurde ein voll eingerichtetes Haus geschenkt, welches noch heute als Ulysses S. Grant Home zu den Sehenswürdigkeiten Galenas gehört. Dort lebte er bis zu seiner Wahl zum Präsidenten im Jahre 1869 und besuchte es bis 1880 regelmäßig.[9]
- Elihu Benjamin Washburne (1816–1887) war unter Grant Außenminister und ein entschiedener Abolitionist. Er arbeitete als Anwalt in Galena.[10] Sein Haus gehört zu den Sehenswürdigkeiten von Galena und fand Aufnahme in die Liste der historic sites.

Neben Grant lebten in der Stadt noch acht weitere Bürgerkriegsgeneräle:
- Augustus Louis Chetlain, der erste Mann aus Illinois, der sich freiwillig zur Unionsarmee meldete
- John Oliver Duer
- Jasper Adalmorn Maltby
- Ely Samuel Parker
- John Aaron Rawlins (1831–1869), Kriegsminister unter Präsident Grant
- William Rueben Rowley
- John Corson Smith
- John Eugene Smith[11]

### Weitere Persönlichkeiten

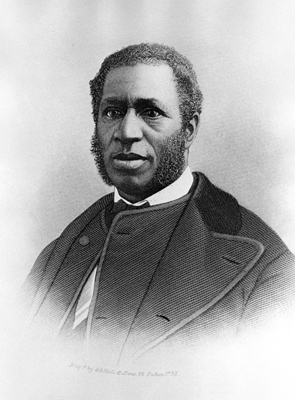
Richard H. Cain–Bischof, College-Präsident und Abgeordneter

- Richard H. Cain (1825–1887), Barbier in Galena; 1853 Vizepräsident der Colored Convention, in welcher er die Position mit Frederick Douglass teilte.
- John H. Gear (1825–1900), Politiker, lebte von 1836 bis 1838 in Galena. 1863 war er Bürgermeister von Burlington, Iowa; 1878–1881 Gouverneur von Iowa; 1887–1891 sowie 1893–1895 Abgeordneter von Iowa; 1895–1900 war er Senator von Iowa.
- James D. Lynch (1839–1872), Pastor der Galena African Methodist Episcopal Church; erster schwarzer Secretary of State in Mississippi
- Don McNeill (1907–1996)[12]
- Herman Melville (1819–1891), Schriftsteller, Dichter und Essayist[13]
- William A. Richards (1849–1912), Politiker, war von 1895 bis 1899 Gouverneur von Wyoming.[14]
- Jack Willis (* 1920), Jazzmusiker
- Frederick Schwatka (1849–1892), Leutnant der United States Army, Forschungsreisender[15]
- LaMetta Wynn (* 1933), die erste afroamerikanische Frau, die einer Kommune in Iowa vor stand. Sie war von 1995 bis 2007 Bürgermeisterin von Clinton, Iowa. Sie machte ihren Schulabschluss in Galena.
- Isabel Fargo Cole (* 1973), Schriftstellerin und Übersetzerin, in Galena geboren

## Demografische Daten
Bei der Volkszählung im Jahre 2000 hatte Galena 3460 Einwohner in 1570 Haushalten und 893 Familien. Die Bevölkerungsdichte betrug 926,4 Einwohner je Quadratkilometer. Es gab 1821 Gebäude, was einer durchschnittlichen Gebäudedichte von 188 je Quadratkilometer entsprach.
Die Bevölkerung bestand im Jahre 2000 aus 97,54 % Weißen, 0,32 % Afroamerikanern, 0,32 % Asiaten, 0,09 % Indianern, 1,16 % anderen. 0,58 % gaben an, von mindestens zwei dieser Gruppen abzustammen. 5,06 % der Bevölkerung bestand aus Hispanics, die verschiedenen der genannten Gruppen angehörten.
18,7 % waren unter 18 Jahren, 8,3 % zwischen 18 und 24, 24,4 % von 25 bis 44, 26,4 % von 45 bis 64 und 22,3 % 65 und älter. Das durchschnittliche Alter lag bei 44 Jahren. Auf 100 Frauen kamen statistisch 94,9 Männer, bei den über 18-Jährigen 88,5.
Das durchschnittliche Einkommen lag bei $36.106, das durchschnittliche Familieneinkommen bei $44.063. Das Einkommen der Männer lag durchschnittlich bei $32.172, das der Frauen bei $19.670. Das Pro-Kopf-Einkommen lag bei $19.773. Rund 4,3 % der Familien und 9,9 % der Gesamtbevölkerung lagen mit ihrem Einkommen unter der Armutsgrenze.

## Geografie
Galena liegt auf 42°25′5″ nördlicher Breite und 90°25′53″ westlicher Länge. Die Stadt hat eine Fläche von 9,7 km² und liegt am Galena River, einem Nebenfluss des Mississippi.
Die höchste Erhebung in der Nähe von Galena ist der Horseshoe Mound, um den sich U.S. Highway 20 herum windet, bevor dieser in die Stadt hineinführt. Seine Höhe beträgt 324 m.